# Lago Sihlsee
O Lago Sihlsee é um lago artificial próximo de Einsiedeln no cantão de Schwyz, na Suíça.
É o maior lago artificial da Suíça em termos de superfície. Tendo um comprimento máximo de 8,5 km (5 milhas) e largura máxima de 2,5 km (2 milhas). A maior profundidade medida foi de 17 metros.